# F-1 (長山洋子のアルバム)
『F-1』（エフワン）は日本の歌手、長山洋子のアイドル活動時に発売された5枚目のオリジナル・アルバム。1988年9月21日にビクター音楽産業から発売された。

## 概要
鈴木雅之、安部恭弘、中原めいこ、種ともこ、松尾清憲による楽曲提供をそれぞれ2曲ずつ受けており、作詞では宮原芽映、麻生圭子、椎名桜子、平井森太郎らが参加している。
長山洋子のアイドル活動時の最後のオリジナル・アルバムとなった。
2009年に発売された初のボックス・セット『25th ANNIVERSARY YOKO NAGAYAMA IDOL COMPLETE BOX〜LEGEND of VENUS〜』のDisc7に、本作が全曲リマスタリングを施し収録された。

## 収録曲

### CD
特記以外　編曲：鷺巣詩郎
1. うたうように（4:10）
作詞・作曲・編曲：種ともこ
2. No Escape（3:58）
作詞・作曲：中原めいこ
3. 雨にうたれて（5:36）
作詞：宮原芽映 / 作曲・編曲：鈴木雅之
4. あたらしいYesterday（4:02）
作詞：麻生圭子 / 作曲：松尾清憲
5. ラハイナの風（4:10）
作詞・作曲：中原めいこ
6. Car Wash（3:58）
作詞：宮原芽映 / 作曲・編曲：鈴木雅之
7. あきらかに愛になってた（5:24）
作詞：麻生圭子 / 作曲：安部恭弘
8. バナナフィッシュの日（4:34）
作詞：平井森太郎 / 作曲：安部恭弘
9. Be-Song（4:22）
作詞：椎名桜子 / 作曲：松尾清憲
10. 屋上へゆこうよ（4:16）
作詞・作曲・編曲：種ともこ